# Магнитная индукция
Магни́тная инду́кция — векторная физическая величина, являющаяся силовой характеристикой магнитного поля, а именно характеристикой его действия на движущиеся заряженные частицы и на обладающие магнитным моментом тела. 
Стандартное обозначение: {\displaystyle {\vec {B}}}; единица измерения в СИ — тесла (Тл), в СГС — гаусс (Гс) (связь: 1 Тл = 104 Гс).
Величина магнитной индукции фигурирует в ряде важнейших формул электродинамики, включая уравнения Максвелла.
Для измерения магнитной индукции {\displaystyle {\vec {B}}} используются магнитометры-тесламетры. Также она может быть найдена расчётным путём — в статической ситуации для этого достаточно знать пространственное распределение токов. 
Вектор {\displaystyle {\vec {B}}} в общем случае зависит от координат рассматриваемой точки и времени {\displaystyle t}. Он не инвариантен относительно преобразований Лоренца и изменяется при смене системы отсчёта. 

## Физический смысл
Магнитная индукция {\displaystyle {\vec {B}}} — это такой вектор, что сила Лоренца {\displaystyle {\vec {F}}}, действующая со стороны магнитного поля на заряд {\displaystyle q^{*}}, движущийся со скоростью {\displaystyle {\vec {v}}}, равна
{\displaystyle {\vec {F}}=q^{*}\left[{\vec {v}}\times {\vec {B}}\right]}
(по величине {\displaystyle F=q^{*}vB\sin \alpha }).
Косым крестом обозначено векторное произведение, α — угол между векторами скорости и магнитной индукции (вектор {\displaystyle {\vec {F}}} перпендикулярен им обоим и направлен по правилу левой руки).
Также магнитная индукция может быть определена как отношение максимального механического момента сил, действующих на рамку с током, помещённую в предполагаемое однородным (на расстояниях порядка размера рамки) магнитное поле, к произведению силы тока {\displaystyle I^{*}} в рамке на её площадь. Момент сил зависит от ориентации рамки и достигает максимального значения при каких-то определённых углах. Звёздочка у символа указывает на то, что заряд или ток являются «пробными», то есть используемыми именно для регистрации поля, в отличие от тех же величин без звёздочки. 
Магнитная индукция выступает основной, фундаментальной характеристикой магнитного поля, аналогичной вектору напряжённости электрического поля {\displaystyle {\vec {E}}}.

## Способы расчёта

### Общий случай
В общем случае расчёт магнитной индукции проводится совместно с расчётом электрической составляющей электромагнитного поля посредством решения системы уравнений Максвелла:
{\displaystyle \mathrm {div} \,(\varepsilon {\vec {E}})={\frac {\rho }{\varepsilon _{0}}},\ \ \ \mathrm {rot} \,{\vec {E}}=-{\frac {\partial {\vec {B}}}{\partial t}},}
{\displaystyle \mathrm {div} \,{\vec {B}}=0,\ \ \ \ \,\mathrm {rot} \,{\frac {\vec {B}}{\mu }}=\mu _{0}{\vec {j}}+{\frac {\varepsilon }{c^{2}}}{\frac {\partial {\vec {E}}}{\partial t}}},
где {\displaystyle \mu _{0}} — магнитная постоянная, {\displaystyle \mu } — магнитная проницаемость, {\displaystyle \varepsilon } — диэлектрическая проницаемость, а {\displaystyle c} — скорость света в вакууме. Через {\displaystyle \rho } обозначена плотность заряда (Кл/м3) и через {\displaystyle {\vec {j}}} плотность тока (А/м2).

### Магнитостатика
В магнитостатическом пределе расчёт магнитного поля может быть выполнен с использованием формулы Био—Савара—Лапласа. Вид этой формулы несколько различен для ситуаций, когда поле создаётся текущим по проводу {\displaystyle L_{1}} током {\displaystyle I} и когда оно создаётся объёмным распределением тока: 
{\displaystyle {\vec {B}}\left({\vec {r}}\right)={\mu _{0} \over 4\pi }\int \limits _{L_{1}}{\frac {I\left({\vec {r}}_{1}\right)d{\vec {l}}_{1}\times \left({\vec {r}}-{\vec {r}}_{1}\right)}{\left|{\vec {r}}-{\vec {r}}_{1}\right|^{3}}},\qquad {\vec {B}}\left({\vec {r}}\right)={\mu _{0} \over 4\pi }\int {\frac {{\vec {j}}\left({\vec {r}}_{1}\right)dV_{1}\times \left({\vec {r}}-{\vec {r}}_{1}\right)}{\left|{\vec {r}}-{\vec {r}}_{1}\right|^{3}}}}.
В магнитостатике эта формула играет ту же роль, что закон Кулона в электростатике. Формула позволяет вычислить магнитную индукцию в вакууме. Для случая магнитной среды необходимо использовать уравнения Максвелла (без слагаемых с производными по времени).
Если заранее очевидна геометрия поля, помогает теорема Ампера о циркуляции магнитного поля (эта запись является интегральной формой уравнения Максвелла для {\displaystyle \mathrm {rot} \,{\vec {B}}} в вакууме):
{\displaystyle \oint \limits _{L}{\vec {B}}\cdot d{\vec {l}}=\mu _{0}\int \limits _{S}{\vec {j}}\cdot d{\vec {S}}}.
Здесь {\displaystyle S} — произвольная поверхность, натянутая на выбранный замкнутый контур {\displaystyle L}.
Простые примеры
Вектор магнитной индукции прямого провода с током {\displaystyle I} на расстоянии {\displaystyle a} от него составляет
{\displaystyle {\vec {B}}={\frac {\mu _{0}\mu I}{2\pi a}}\cdot {\vec {e}}_{\varphi }},
где {\displaystyle {\vec {e}}_{\varphi }} — единичный вектор вдоль окружности, по оси симметрии которой проложен провод. Предполагается, что среда однородна. 
Вектор магнитной индукции прямого внутри соленоида с током {\displaystyle I} и числом витков на единицу длины {\displaystyle n} равен
{\displaystyle {\vec {B}}=\mu _{0}\mu nI\cdot {\vec {e}}_{z}},
где {\displaystyle {\vec {e}}_{z}} — единичный вектор вдоль оси соленоида. Здесь также предполагается однородность магнетика, которым заполнен соленоид.

## Связь с напряжённостью
Магнитная индукция и напряжённость магнитного поля связаны через соотношение
{\displaystyle {\vec {B}}=\mu _{0}\mu {\vec {H}}},
где {\displaystyle \mu } — магнитная проницаемость среды (в общем случае это тензорная величина, но в большинстве реальных случаев её можно считать скаляром, то есть просто константой конкретного материала).

## Основные уравнения
Поскольку вектор магнитной индукции является одной из основных фундаментальных физических величин в теории электромагнетизма, он входит в большое число уравнений, иногда непосредственно, иногда через связанную с ним напряжённость магнитного поля. По сути, единственная область в классической теории электромагнетизма, где он отсутствует, — это электростатика.
Некоторые из уравнений:
- Три из выписанных выше четырех уравнений Максвелла (основных уравнений электродинамики). Их физическое содержание: уравнение для {\displaystyle \mathrm {div} \,{\vec {B}}} — закон отсутствия монополя, для {\displaystyle \mathrm {rot} \,{\vec {E}}} — закон электромагнитной индукции Фарадея, для {\displaystyle \mathrm {rot} \,{\vec {B}}} — закон Ампера — Максвелла.
- Формула силы Лоренца при наличии и магнитного ({\displaystyle {\vec {B}}}), и электрического ({\displaystyle {\vec {E}}}) поля:
{\displaystyle {\vec {F}}=q^{*}{\vec {E}}+q^{*}\left[{\vec {v}}\times {\vec {B}}\right]}.
- Выражение для силы Ампера, действующей со стороны магнитного поля на ток (участок провода с током):
{\displaystyle d{\vec {F}}=\left[I^{*}{\vec {dl}}\times {\vec {B}}\right]} или {\displaystyle d{\vec {F}}=\left[{\vec {j}}^{*}dV\times {\vec {B}}\right]}.
- Выражение для момента силы, действующего со стороны магнитного поля на магнитный диполь {\displaystyle m^{*}} (виток с током, катушку или постоянный магнит):
{\displaystyle {\vec {M}}={\vec {m}}^{*}\times {\vec {B}}}.
- Выражение для потенциальной энергии магнитного диполя в магнитном поле:
{\displaystyle U=-{\vec {m}}^{*}\cdot {\vec {B}}},

из которого следуют выражения для силы, действующей на магнитный диполь в неоднородном магнитном поле,
- Выражение для силы, действующей со стороны магнитного поля на точечный магнитный заряд:
{\displaystyle {\vec {F}}=K{\frac {q_{m}^{*}{\vec {r}}}{r^{3}}}.}

(это выражение, точно соответствующее обычному закону Кулона, широко используется для формальных вычислений, для которых ценна его простота, несмотря на то, что реальных магнитных зарядов в природе не обнаружено; также может прямо применяться к вычислению силы, действующей со стороны магнитного поля на полюс длинного тонкого магнита или соленоида).
- Выражение для плотности энергии магнитного поля
{\displaystyle w={\frac {B^{2}}{2\mu _{0}\mu }}}.

Оно входит (вместе с энергией электрического поля) и в выражение для энергии электромагнитного поля, и в лагранжиан электромагнитного поля, и в его действие. Последнее же с современной точки зрения является фундаментальной основой электродинамики (как классической, так в принципе и квантовой).

## Типичные значения
| объект                        | {\displaystyle B}, Тл | объект                        | {\displaystyle B}, Тл |
| ----------------------------- | --------------------- | ----------------------------- | --------------------- |
| магнитоэкранируемая комната   | 10-14                 | солнечное пятно               | 0,15                  |
| межзвёздное пространство      | 10-10                 | небольшой магнит (Nd-Fe-B)    | 0,2                   |
| магнитное поле Земли          | 5*10-5                | большой электромагнит         | 1,5                   |
| 1 см от провода с током 100 А | 2*10-3                | сильный лабораторный магнит   | 10                    |
| небольшой магнит (феррит)     | 0,01                  | поверхность нейтронной звезды | 108                   |